# Chronologie ekonomického myšlení
Toto je základní přehled dějin ekonomického myšlení skrze určující díla velkých ekonomů.

## 4. století př. n. l.

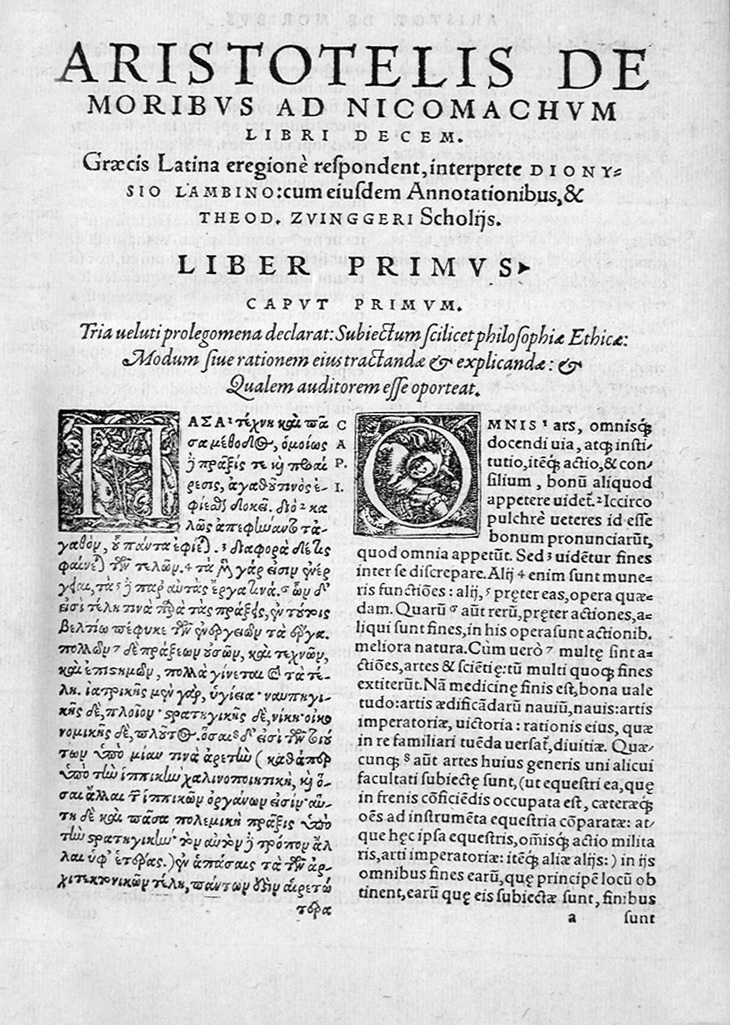
První strana Etiky Nikomachovy v řečtině a latině z roku 1566.

Aristotelés (přibližně 384 – 322 př. n. l.) je zásadním autorem starověku, jehož vliv bude patrný během celého období středověku. Důležité jsou spisy Politika a Etika Nikomachova. Ukazuje základní rozdíl mezi ekonomikou a chrematistikou.
Xenofón (přibližně 430 – 355 př. n. l.) sepisuje Oikonomikos, jediné dílo starověku zabývající se výhradně ekonomií.

## 1267–1273

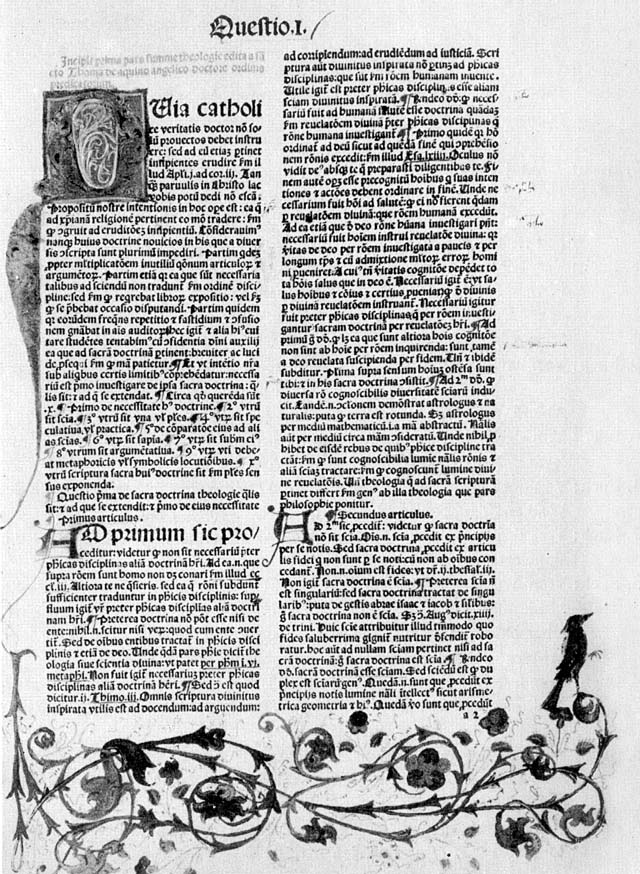
Suma teologická.

Tomáš Akvinský (1224 – 1274) sepisuje Sumu teologickou, ve které rozebírá mnohé otázky ekonomické podstaty jako např. ospravedlnění soukromého vlastnictví, obchod či zisk.

## 1495
Luca Pacioli (1445 – 1517), italský matematik, v Benátkách vydává Summa de arithmetica, geometria, proportioni et proportionalita, a stává se zakladatelem moderního, podvojného účetnictví.

## 16. století
Salamancká škola pokládá základy moderní ekonomické teorie rozvinutím subjektivní teorie hodnoty, myšlenky, že spravedlivá cena vzniká fungováním volného trhu, ospravedlnění zisku, základy kvantitativní teorie peněz atd.

## 1615
Antoine de Montchrestien publikuje Traité d'économie politique (Pojednání o politické ekonomii), první dílo merkantilismu.

## 1695
Pierre Le Pesant de Boisguilbert publikuje Détail de la France (Detail Francie), kterým předjímá teorii fyziokratů a koncepce klasické školy.

## 1705

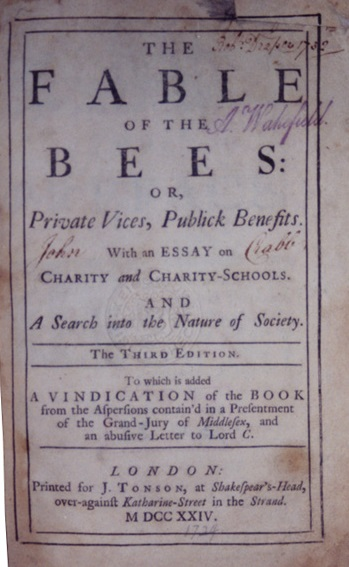
Bernard Mandeville - Bajka o včelách (1705).

Bernard Mandeville publikuje La Fable des abeilles (Bajka o včelách), kde obhajuje tezi, že vlastní zájem a soukromé neřesti vedou k obecnému blahu a společenským výhodám.

## 1755

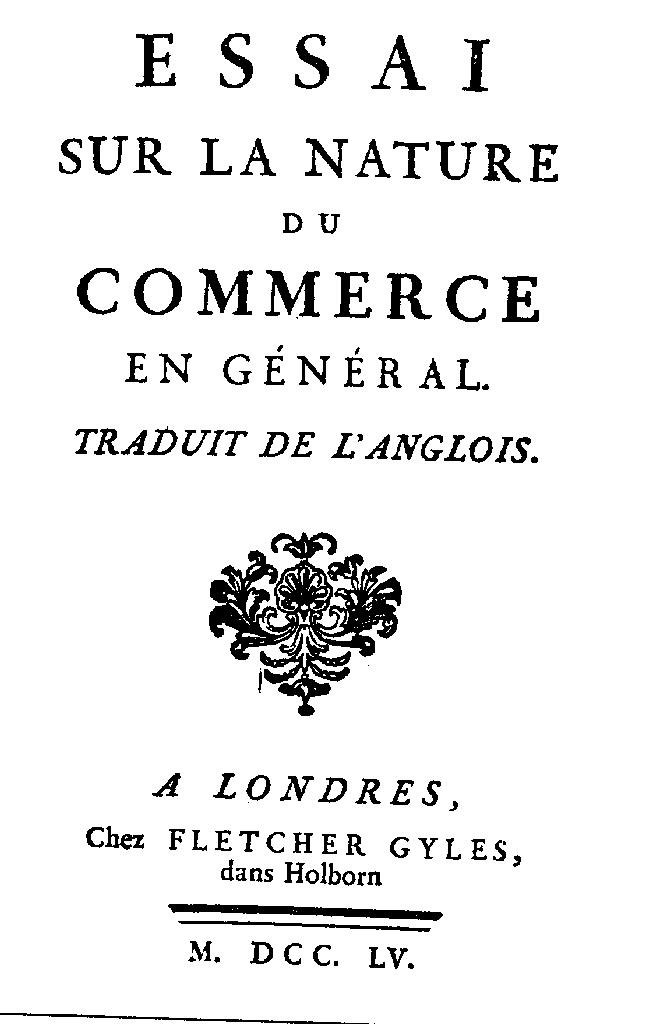
Richard Cantillon - Obecné pojednání o podstatě obchodu (1755).

Richard Cantillon publikuje l'Essai sur la nature du commerce en général (Obecné pojednání o podstatě obchodu), první systematickou esej o ekonomii.

## 1758
François Quesnay (1694 – 1774), hlavní představitel první ekonomické školy fyziokratů, vydává Tableau économique (Ekonomická tabulka), první model ekonomického koloběhu.

## 1770
Turgot (1727 – 1781) publikuje Réflexions sur la formation et la distribution des richesses (Úvahy o vytváření a rozdělování bohatství), které znamenaly přechod fyziokratismu ke klasickému liberalismu.

## 1776

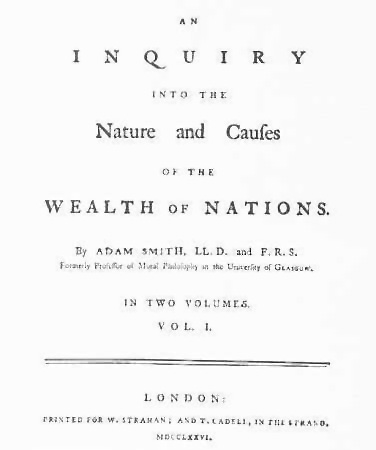
Adam Smith - Pojednání o podstatě a původu bohatství národů (1776).

Adam Smith (1723 – 1790) vydává zlomové dílo, které znamená opravdový zrod moderní ekonomie – An Inquiry into the Nature and Causes of the Wealth of Nations (Pojednání o podstatě a původu bohatství národů). V něm přichází s teorií spontánního řádu se svobodou, konkurencí a dělbou práce jako nezbytnými předpoklady bohatství všech členů společnosti, s podobenstvím o neviditelné ruce trhu aj. Zakládá tak klasickou školu politické ekonomie.

## 1798
Thomas Malthus (1776 – 1834) vydává  An Essay on the Principle of Population (Esej o principu populace).

## 1803
Jean-Baptiste Say (1767 – 1832) vydává Traité d'économie politique (Pojednání o politické ekonomii) a formuluje slavný Sayův zákon trhů.

## 1817

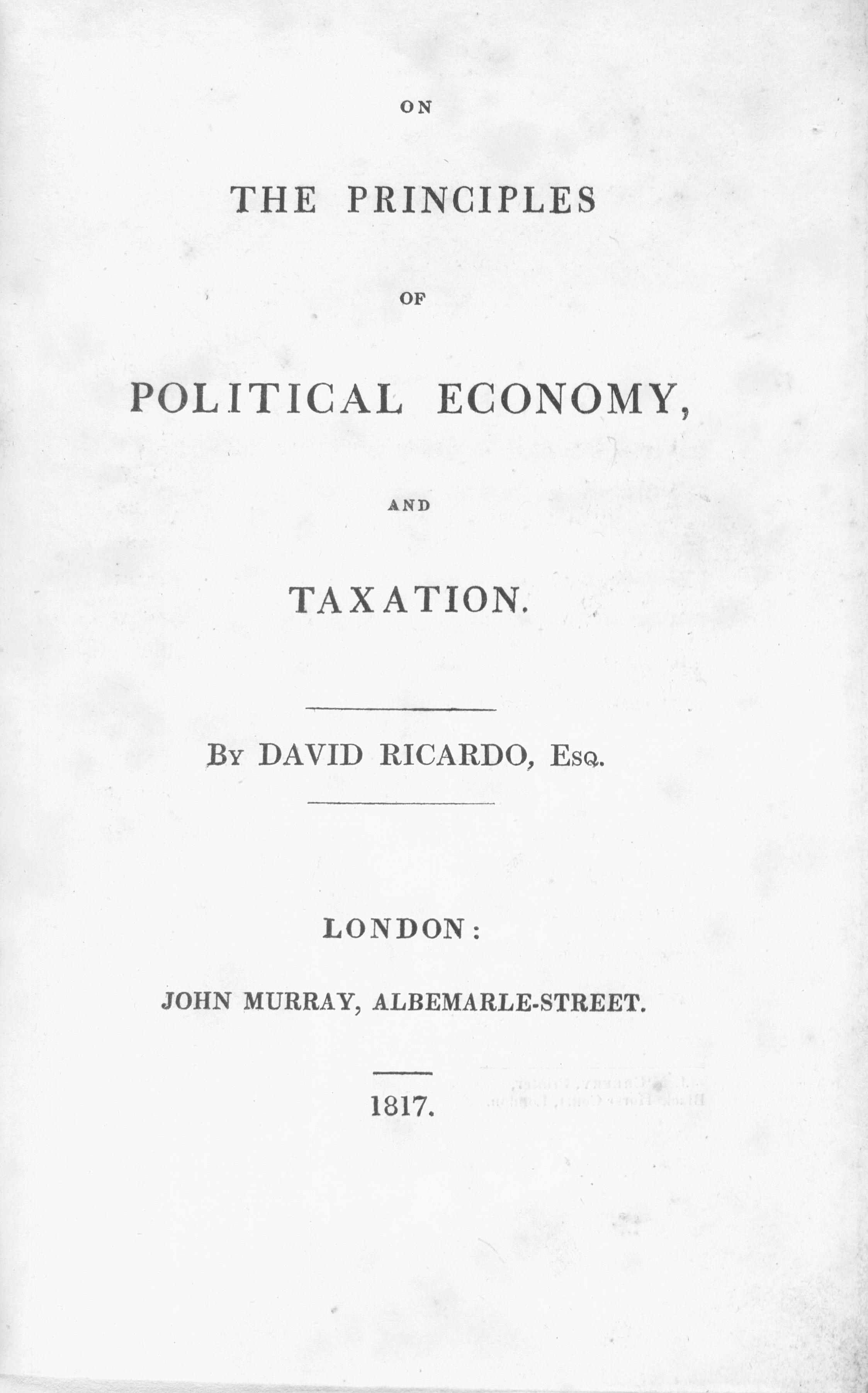
David Ricardo - Zásady politické ekonomie a zdanění (1817).

David Ricardo (1772 – 1823) vydává On the Principles of Political Economy and Taxation (Zásady politické ekonomie a zdanění). Toto dílo navázalo na myšlenky Adama Smithe a systematizovalo klasickou ekonomii. David Ricardo rozšířil Smithovu teorii absolutních výhod o teorii komparativních výhod. Významná je i jeho Teorie pracovní hodnoty a zákon klesající míry zisku.

## 1841
Friedrich List (1789 – 1846) publikuje Das Nationale System der Politischen Ökonomie (Národní systém politické ekonomie), který obhajuje protekcionismus rodícího se průmyslu.

## 1848
John Stuart Mill (1806 – 1873) vydává Principles of Political Economy (Principy politické ekonomie), pravděpodobně nejdůležitější ekonomickou učebnici devatenáctého století.

## 1854
Hermann Heinrich Gossen (1810 – 1858) formuluje tzv. Gossenovy zákony v knize Die Entwicklung der Gesetze des menschlichen Verkehrs und der daraus fließenden Regeln für menschliches Handeln.
Předjímá tak marginální myšlení v ekonomii.

## 1867

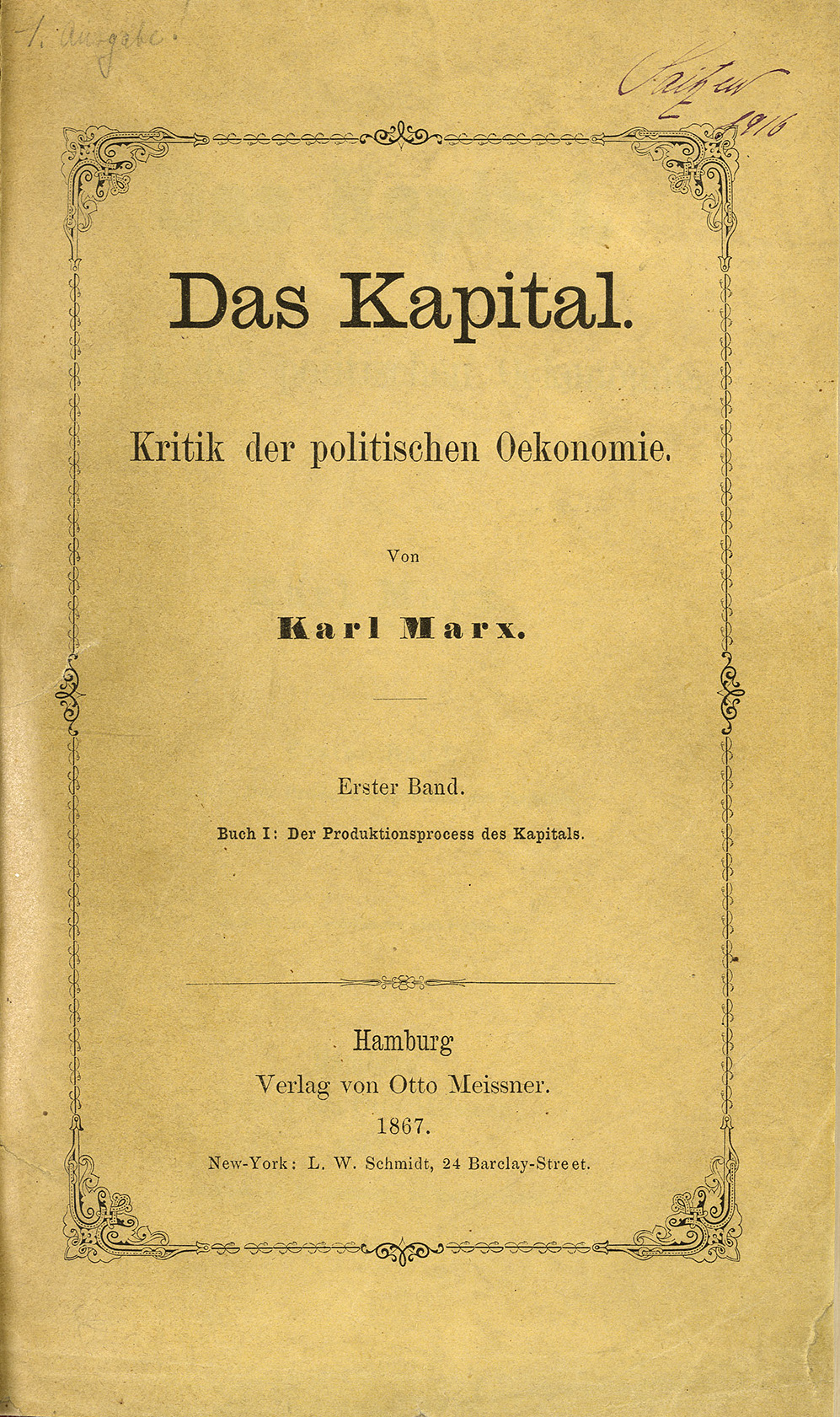
Titulní strana prvního vydání Kapitálu z roku 1867.

Karl Marx (1818 – 1883) vydává první díl Kapitálu.

## 1871
V roce 1871 vypukla tzv. marginalistická revoluce v ekonomii. Dva ekonomové William S. Jevons a Carl Menger nezávisle na sobě vydali díla, ve kterých formulovali teorii mezní užitečnosti. Změna metodologie, ekonomie začíná používat mezní veličiny.
- William S. Jevons – Theory of Political Economy (Teorie politické ekonomie, 1871).
- Carl Menger – Grundsätze der Volkswirtschaftslehre (Zásady národohospodářské nauky, 1871).
- Léon Walras – Éléments d'économie politique pure (Základy čisté politické ekonomie, 1874)

## 1874
Léon Walras (1834 – 1910), francouzský profesor Lausannské univerzity vydává Éléments d'économie politique pure (Základy čisté politické ekonomie). Rozpracovává teorii mezní užitečnosti a teorii všeobecné ekonomické rovnováhy.

## 1890

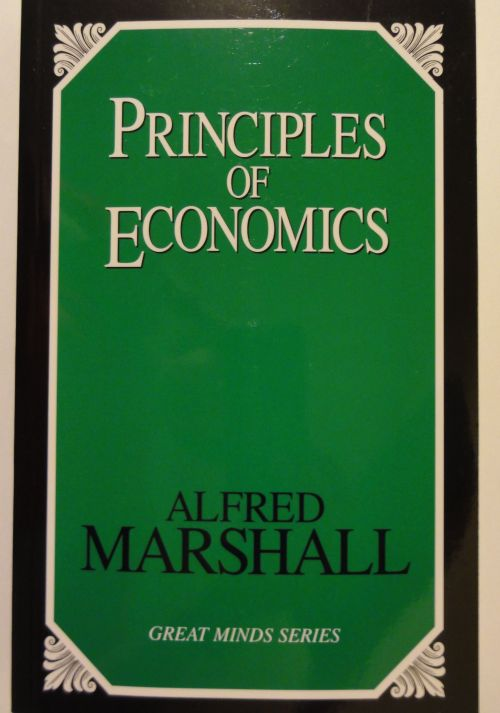
Alfred Marshall - Zásady ekonomie (1890).

Alfred Marshall (1842 – 1924) vydává Principles of Economics (Zásady ekonomie). Toto dílo se stalo základní učebnicí neoklasické ekonomie. Ta spojovala klasickou školu politické ekonomie a marginalistický přístup.

## 1906
Vilfredo Pareto (1848 – 1923), italský profesor Lausannské univerzity, vydává Manuale di economie politica (Rukověť politické ekonomie), základní dílo mikroekonomie. Zavádí ordinalistickou teorii užitku pomocí konstrukce indiferenčních křivek a tzv. Pareto optimum.

## 1919
John Maynard Keynes (1883 – 1946) publikuje The Economic Consequences of the Peace (Ekonomické důsledky míru), kde podrobuje kritice výši válečných reparací, které představitelé vítězných stran uvalili na Německo na Versaillské mírové konferenci.

## 1924
Clifford Hugh Douglas (1879 – 1952) vydává knihu Social Credit, čímž zakládá stejnojmennou teorii.

## 1933
Bertil Ohlin (1899 – 1979) spolu s Elim Heckscherem vytvořil Heckscher–Ohlinův model, což je jeden z matematických modelů mezinárodního volného obchodu. Jeho první verze byla publikována v Ohlinově práci Interregional and International Trade v roce 1933.

## 1936
John Maynard Keynes vydává The General Theory of Employment Interest and Money (Obecná teorie zaměstnanosti, úroku a peněz), zlomové dílo makroekonomie, které má vliv na hospodářskou politiku po zbytek 20. století.

## 1937
John Hicks ve svém článku Keynes and the classics : a suggested interpretation (Pan Keynes a klasikové) představuje IS-LM model, základ neoklasické syntézy.

## 1942
Joseph Alois Schumpeter (1883 – 1950) publikuje Kapitalismus, Sozialismus und Demokratie (Kapitalismus, socialismus a demokracie).

## 1948
Paul Samuelson (1915 – 2009) vydává Economics: An Introductory Analysis. V této celosvětově proslulé učebnici ekonomie dokázal spojit keynesiánství a neoklasickou ekonomii. Jedná se o tzv. neoklasickou syntézu.

## 1949

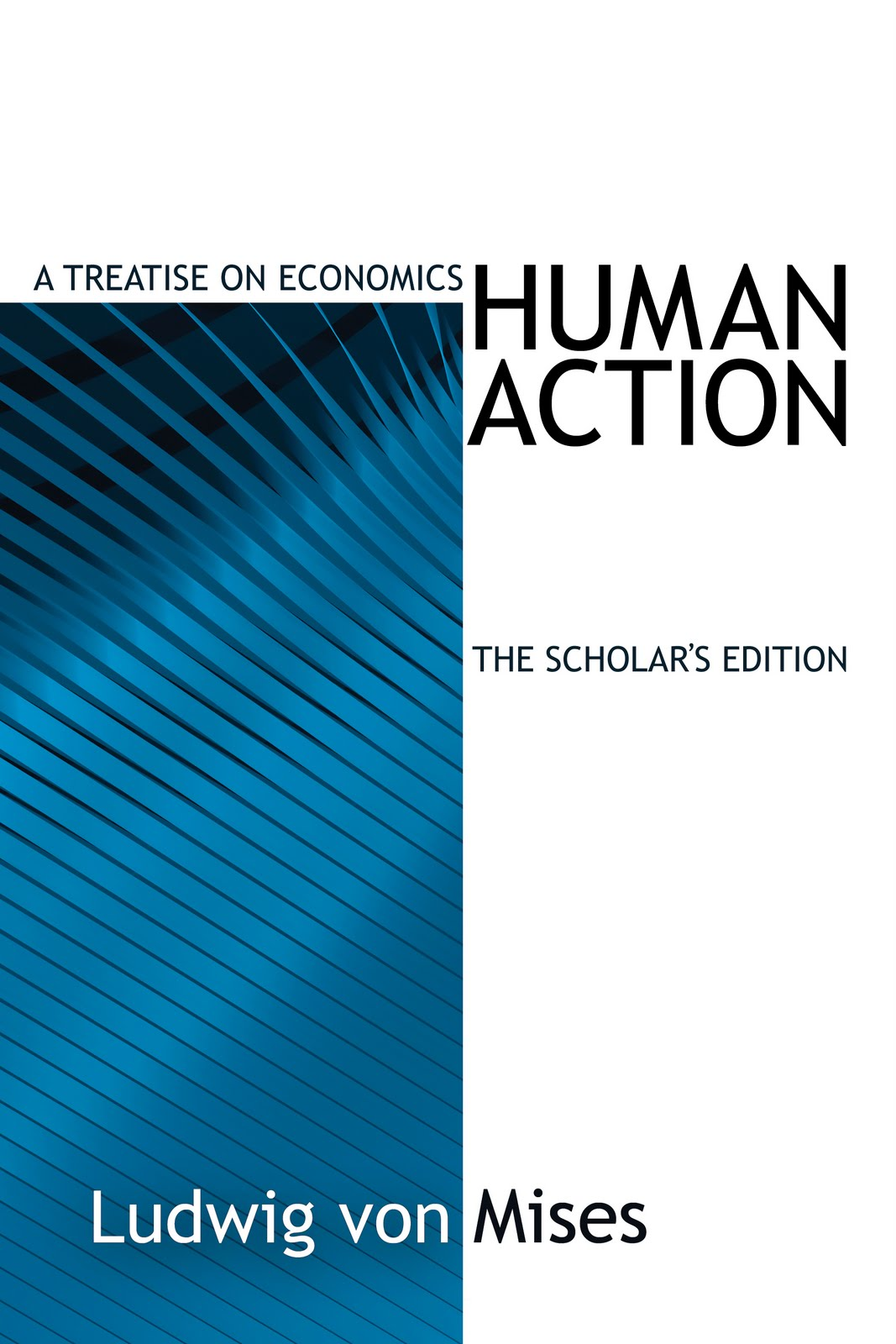
Ludwig von Mises - Lidské jednání, školní edice.

Ludwig von Mises (1881 – 1973) vydává své opus magnum Human Action, a treatise on economics (Lidské jednání), komplexní pojednání o ekonomii.

## 1962
Milton Friedman (1912 – 2006) vydává Capitalism and Freedom (Kapitalismus a svoboda)

## 1973
Fischer Black a Myron Scholes publikují článek o oceňování opcí The Pricing of Options and Corporate Liabilities, jenž zakládá moderní finanční matematiku.

## Galerie

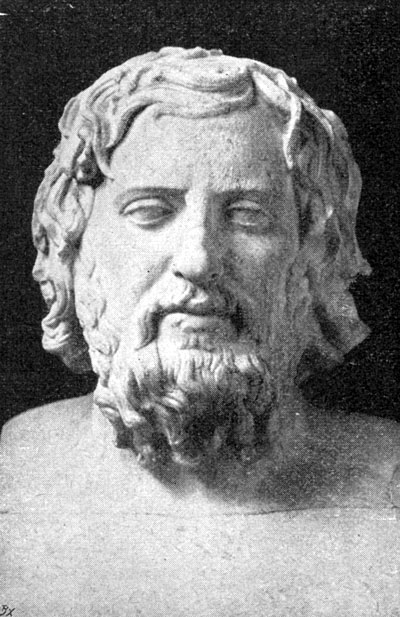
Xenofón
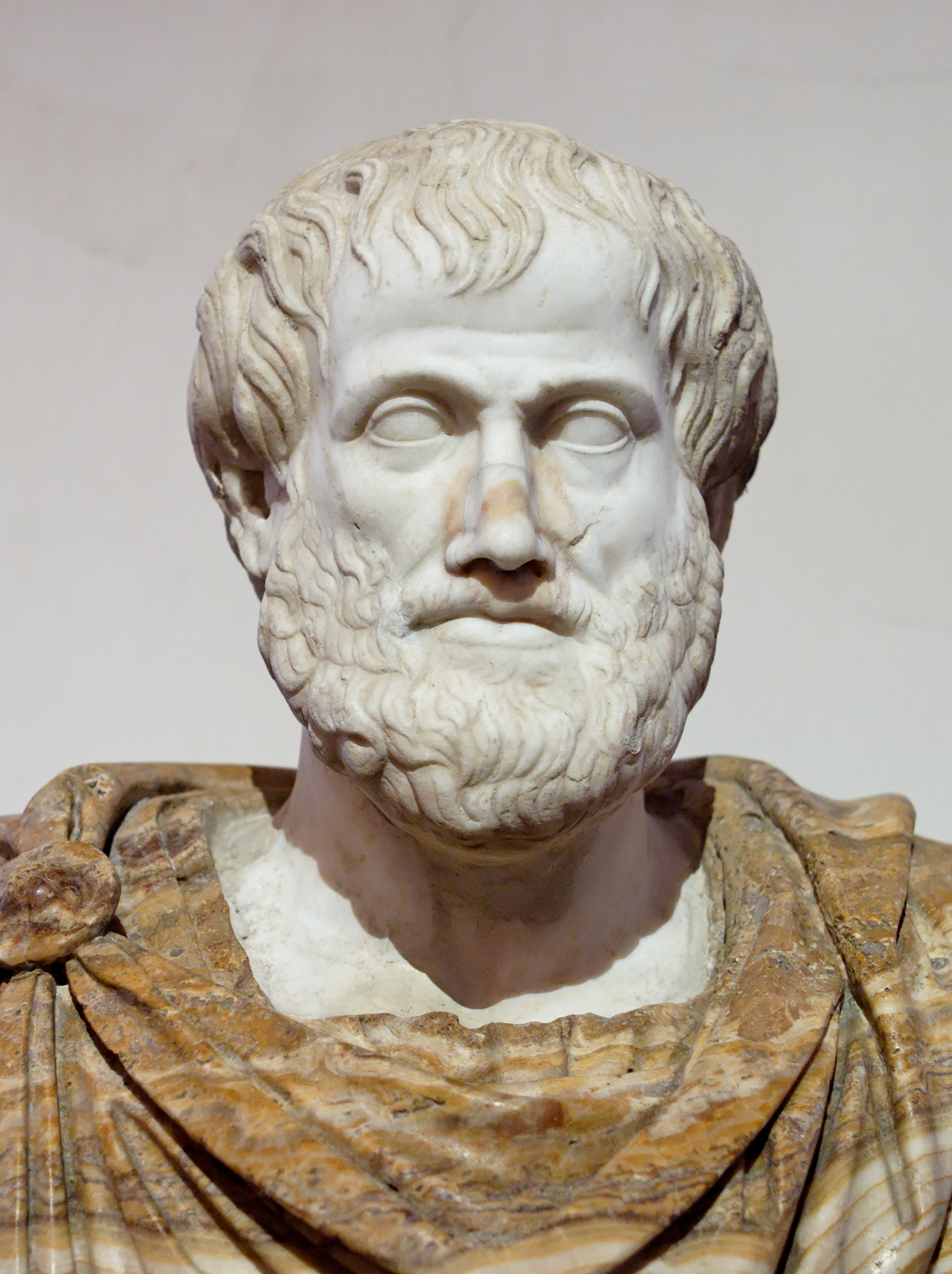
Aristotelés
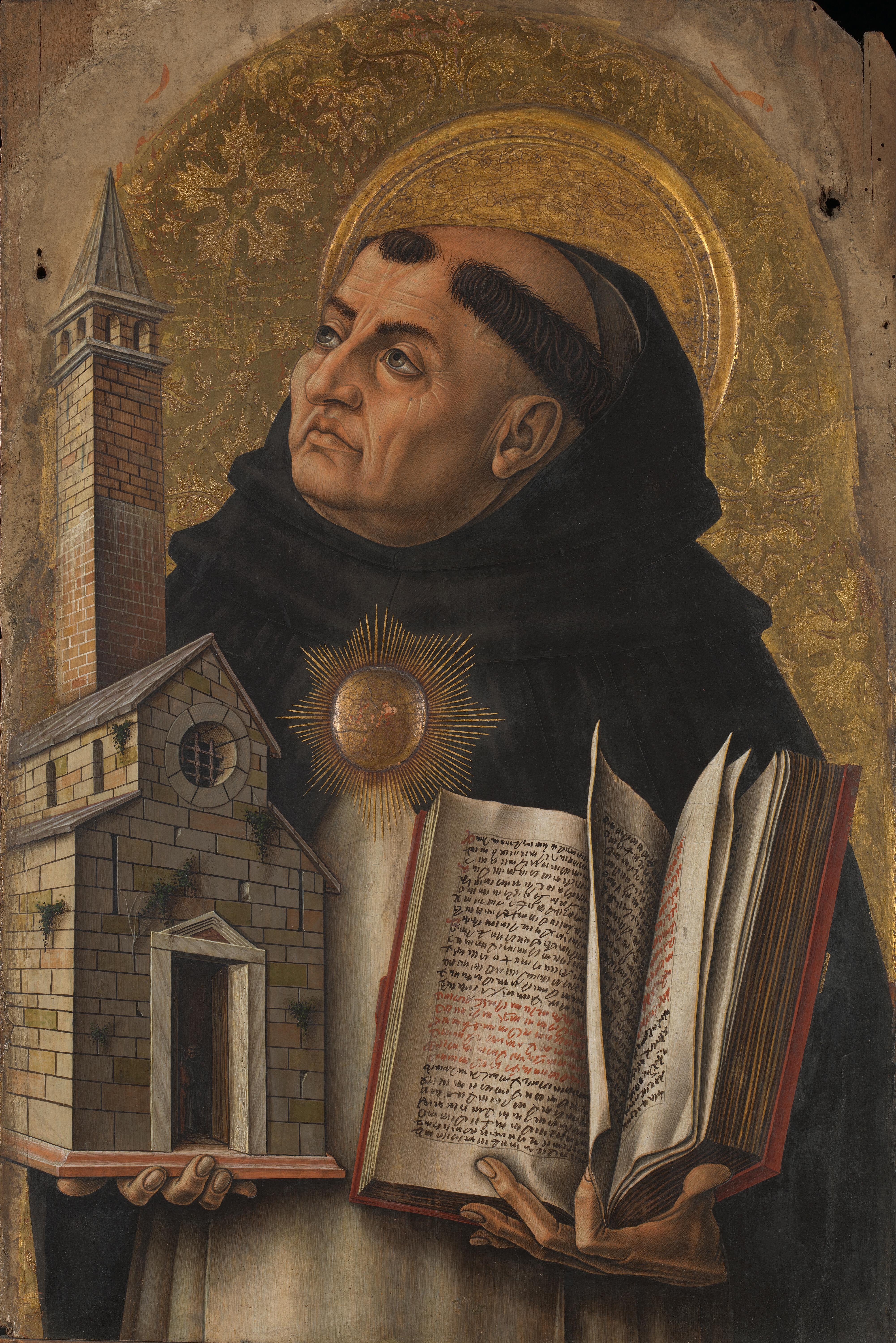
Tomáš Akvinský
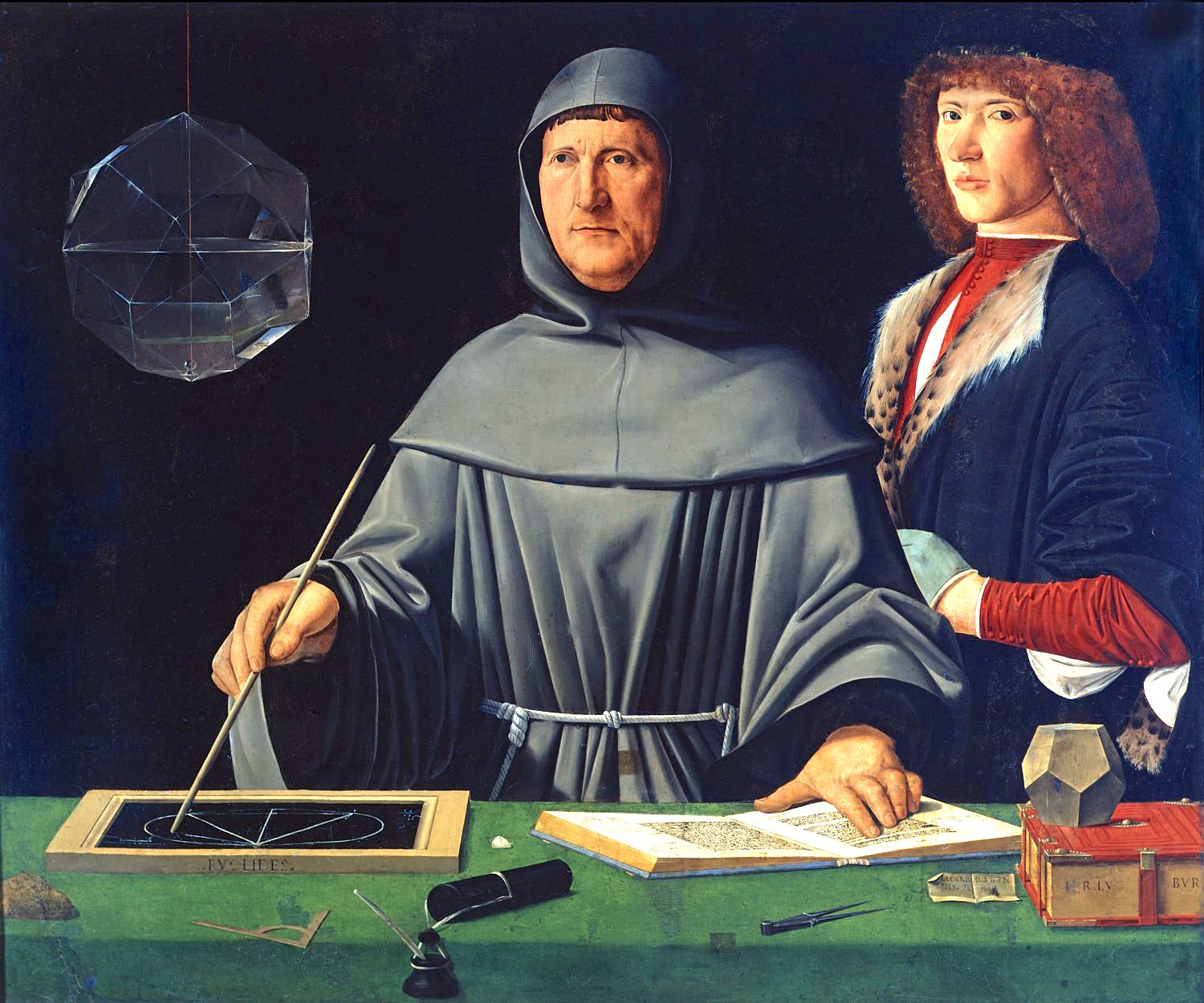
Luca Pacioli (1495)
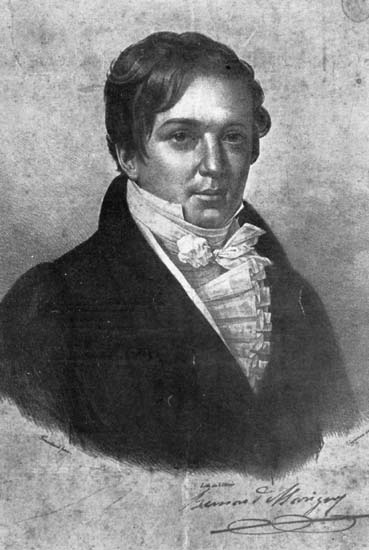
Bernard Mandeville
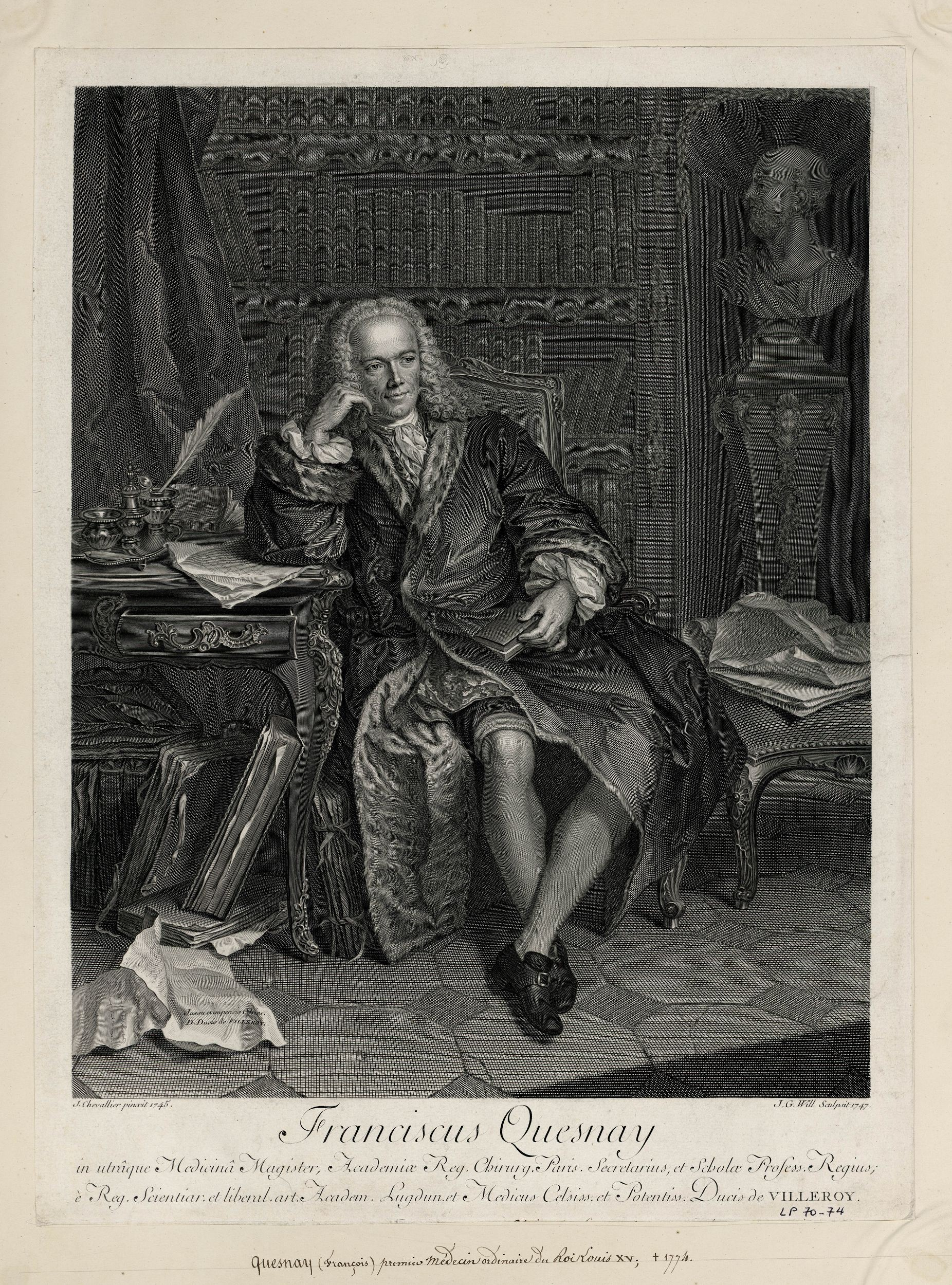
François Quesnay (1747)
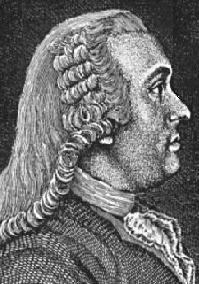
Turgot (1775)
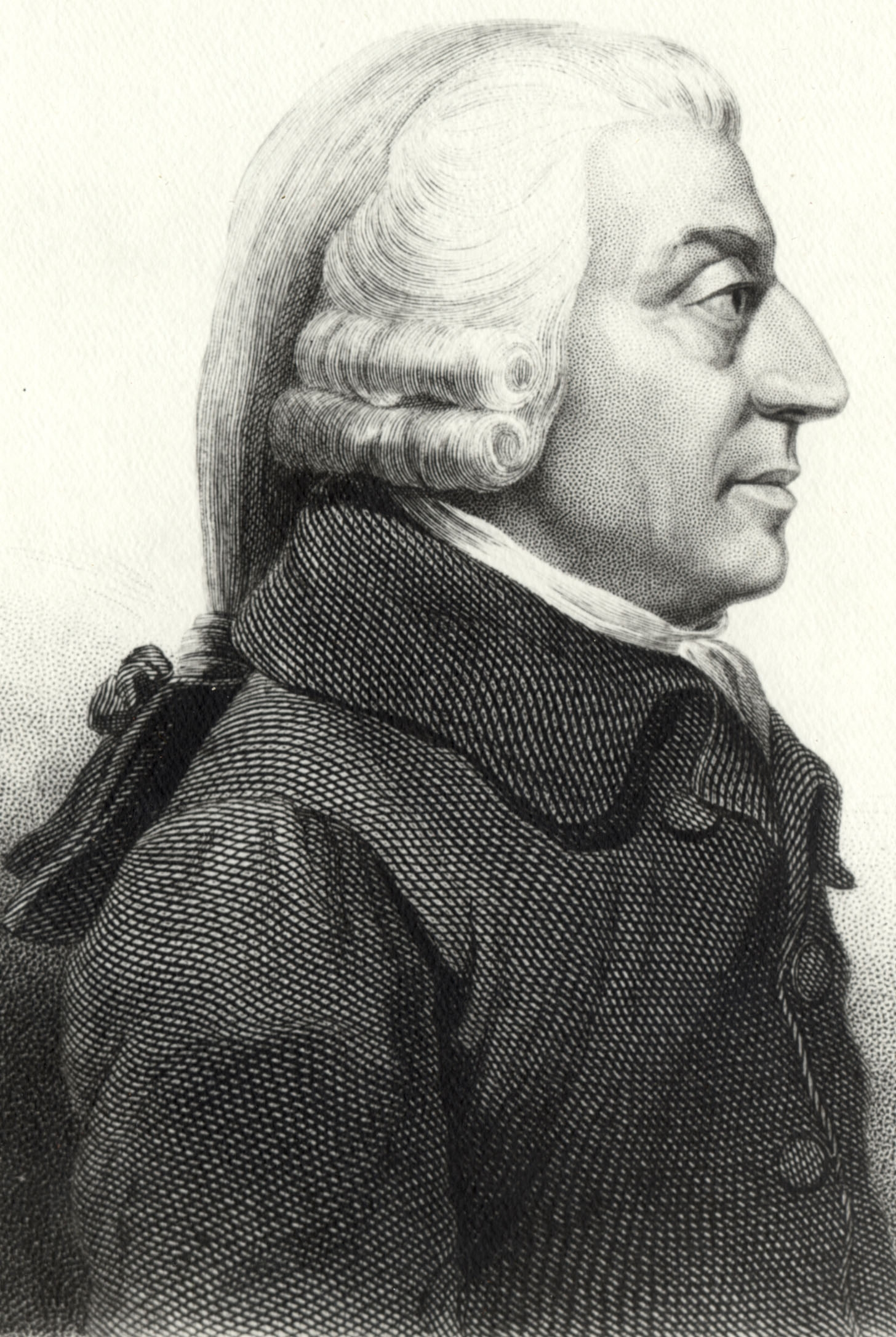
Adam Smith (1787)
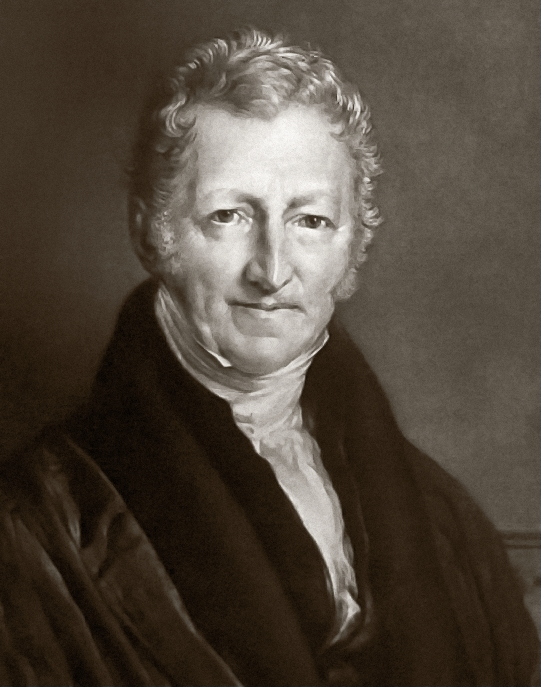
Thomas Malthus
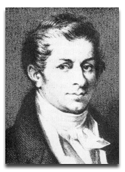
Jean-Baptiste Say
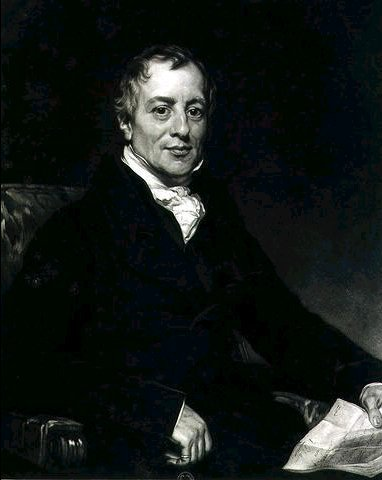
David Ricardo (před 1823)
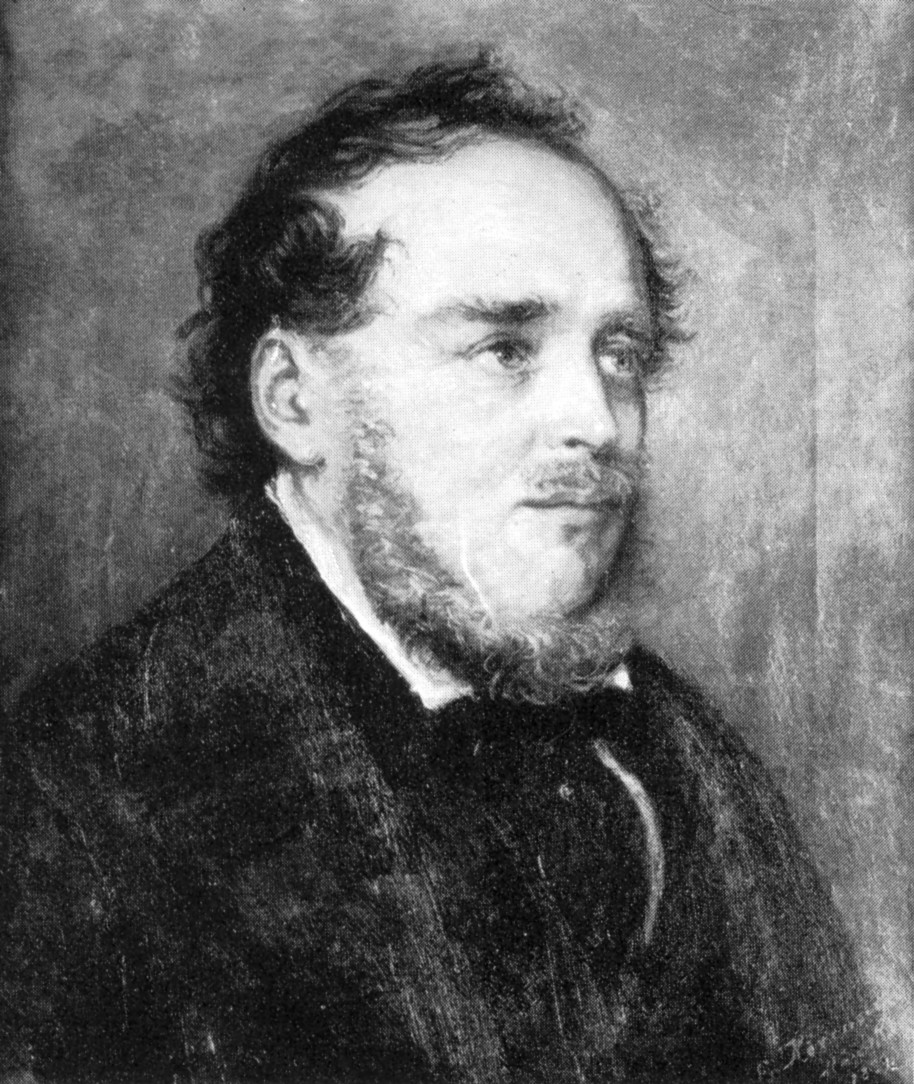
Friedrich List (1839)
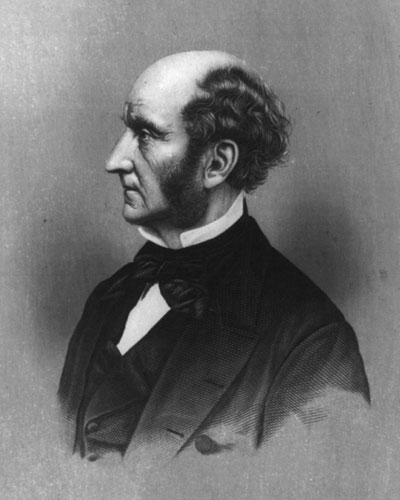
John Stuart Mill
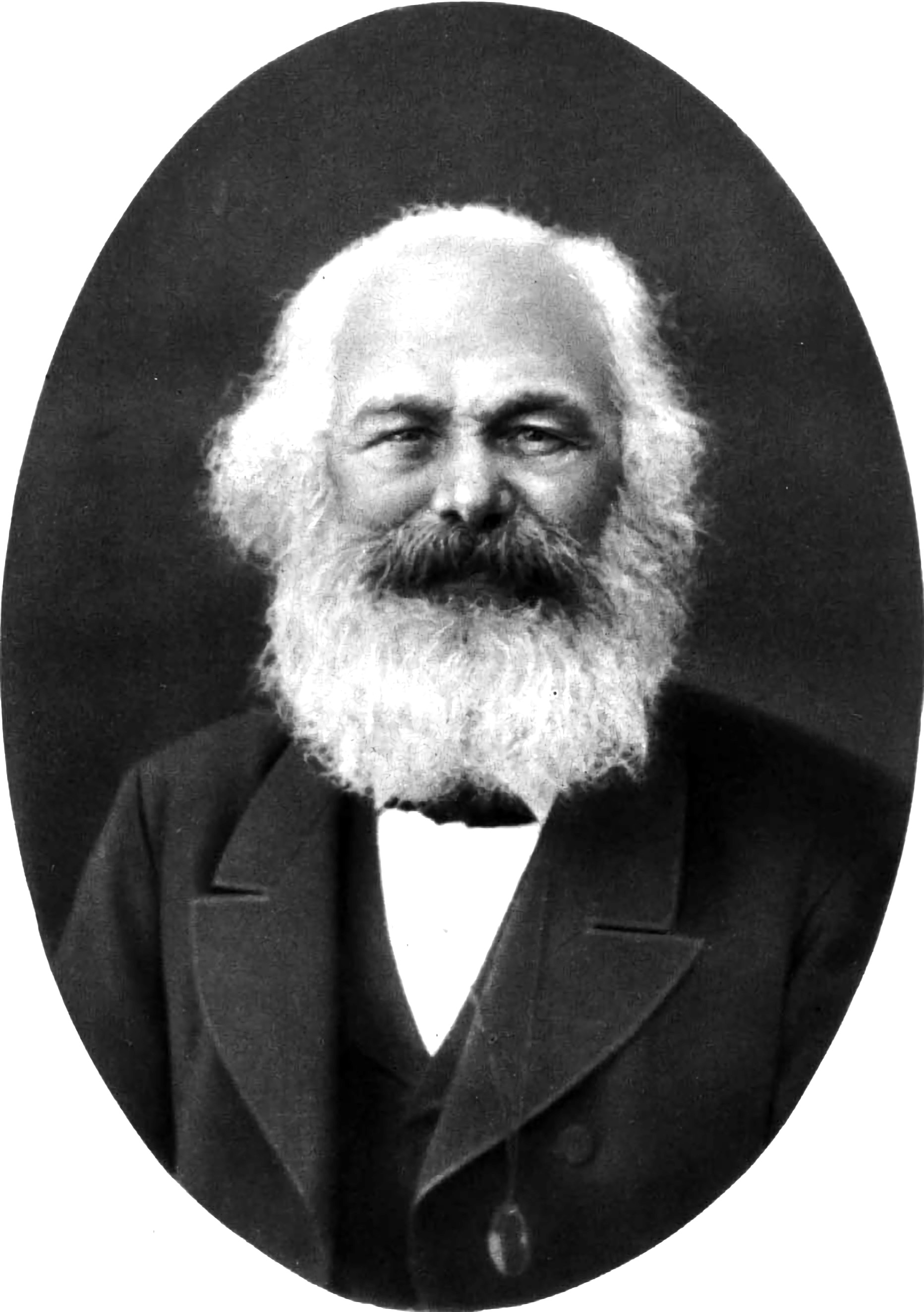
Karl Marx (1882)
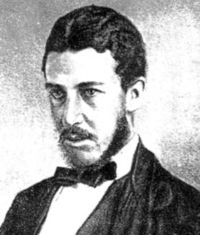
William S. Jevons
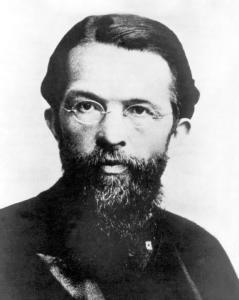
Carl Menegr
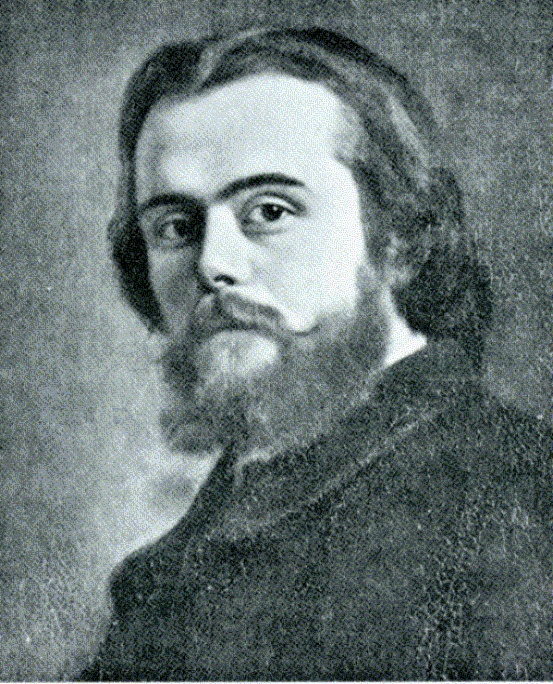
Léon Walras
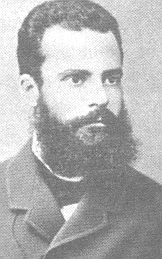
Vilfredo Pareto
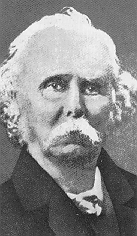
Alfred Marshall (1921)
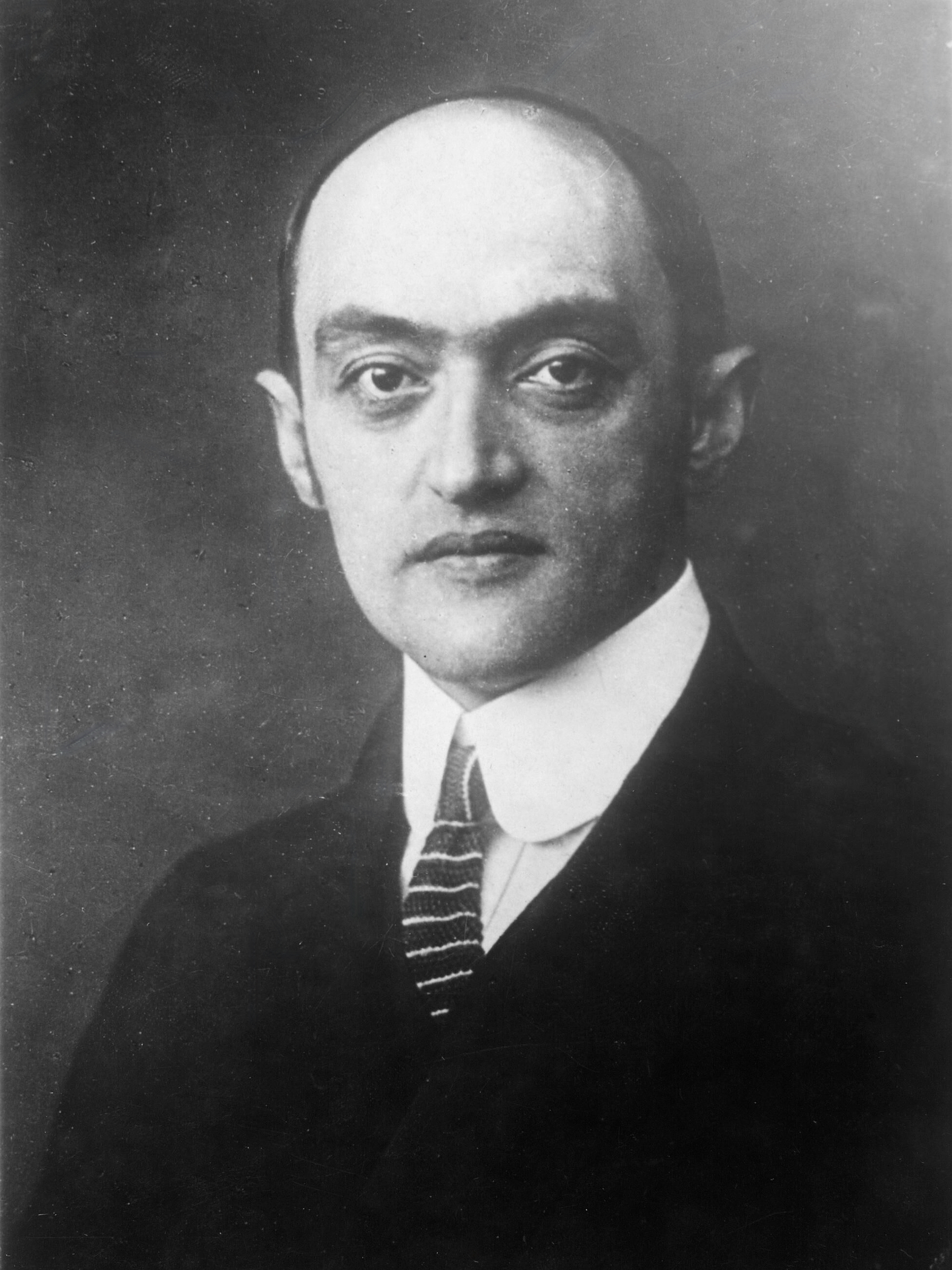
Joseph Schumpeter (někdy mezi 1930–1940)
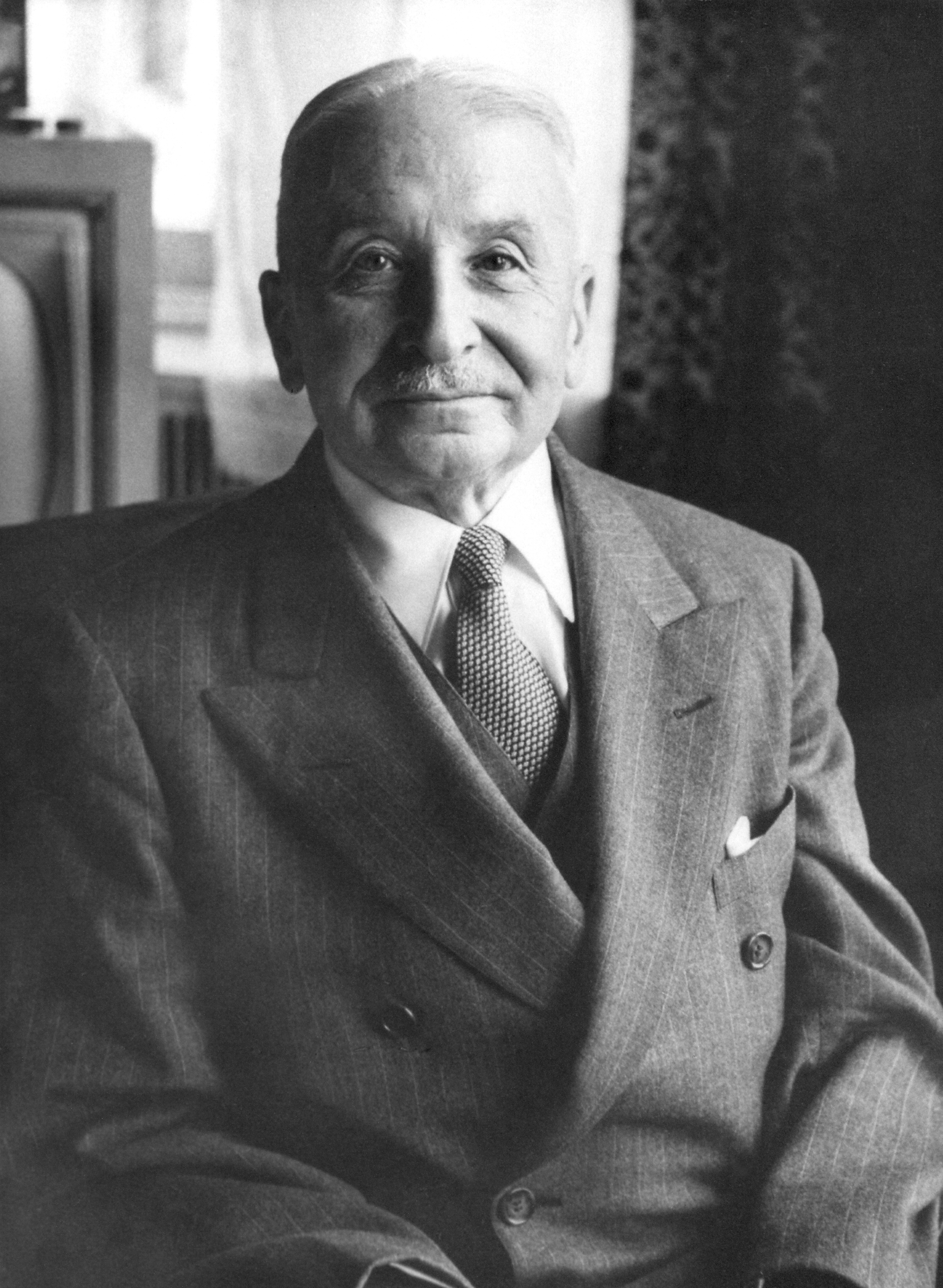
Ludwig von Mises
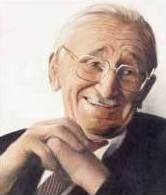
Friedrich August von Hayek
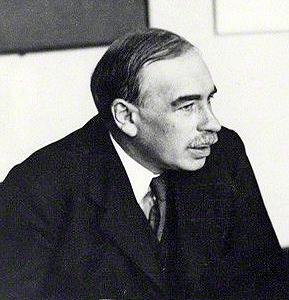
John Maynard Keynes (1933)
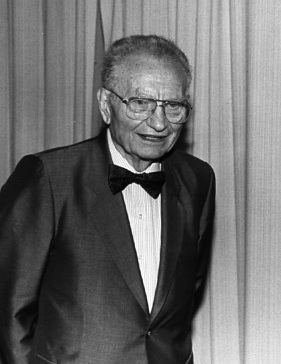
Paul Samuelson (1970)
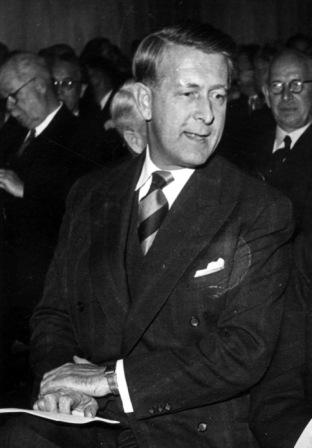
Bertil Ohlin (někdy mezi 1955–1960)
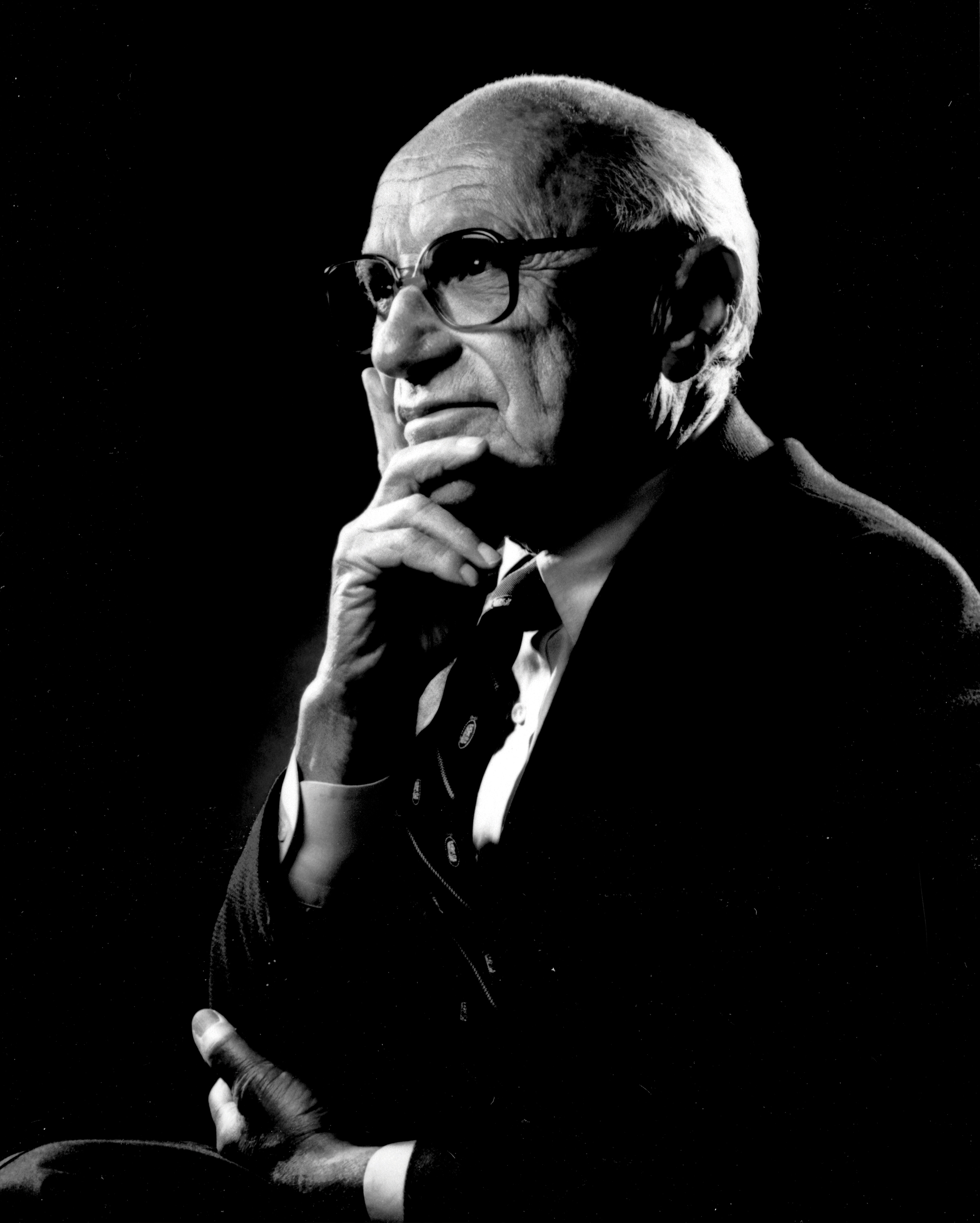
Milton Friedman (2004)